# Babylon 5
Babylon 5 és una sèrie televisiva de ciència-ficció creada, produïda i en gran part escrita per J. Michael Straczynski per a Warner Bros Domestic Television. L'episodi pilot, The Gathering, va ser emès per primera vegada el 22 de febrer de 1993 i Warner Bros va encarregar la sèrie al maig de 1993 com a part de l'oferta de canal PTEN. La primera temporada es va estrenar als Estats Units el 26 de gener de 1994. La sèrie va tenir una durada de cinc temporades ja pensades des d'un principi pel seu creador, amb un cost total de 90 milions de dòlars pels 110 capítols que té. L'últim dels quals es va emetre el 25 de novembre de 1998.
A diferència de la majoria de sèries de televisió nord-americanes de l'època, Babylon 5 va ser concebuda com una "novel·la per a televisió", amb un principi, nus i desenllaç plantejats des del principi; convertint cada episodi en un "capítol" de la "novel·la". La sèrie forma així una història coherent al llarg de 5 temporades de 22 episodis cadascuna, amb històries curtes desenvolupades en paral·lel per complementar la història principal. Babylon 5 és un exemple d'hora de sèrie que usava arcs argumentals al llarg de múltiples episodis o temporades amb els personatges i les situacions en constant evolució, cosa que seria comú més endavant, quan la televisió de l'època tendia a presentar trames que es limitaven a l'episodi present mantenint l'statu quo inalterat.
Després de la sèrie s'han arribat a fer fins a set pel·lícules i una sèrie spin-off anomenada Crusade, la qual va ser cancel·lada després de la primera temporada.
Aquesta sèrie ha estat doblada al català.

## Sinopsi
La història de "Babylon 5" comença l'any 2258. En aquest món futurista la pau sembla impossible, ja que les regions més llunyanes de l'espai estan dominades per cinc federacions hostils. Però en aquest món ple de guerres i lluites entre regions i races hi ha un petit oasi on la pau és possible. Aquest reducte pacífic és l'estació espacial "Babylon 5", que ofereix refugi a tothom que en necessiti siguin àliens, humans, lladres...

## Personatges
| Actor                                             | Personatge           | Temporades | Temporades | Temporades | Temporades | Temporades | Temporades |
| Actor                                             | Personatge           | pilot      | 1          | 2          | 3          | 4          | 5          |
| ------------------------------------------------- | -------------------- | ---------- | ---------- | ---------- | ---------- | ---------- | ---------- |
| Michael O'Hare                                    | Jeffrey Sinclair     | Principal  | Principal  | Convidat   | Convidat   |            |            |
| Bruce Boxleitner                                  | John Sheridan        |            |            | Principal  | Principal  | Principal  | Principal  |
| Claudia Christian                                 | Susan Ivanova        |            | Principal  | Principal  | Principal  | Principal  |            |
| Jerry Doyle                                       | Michael Garibaldi    | Principal  | Principal  | Principal  | Principal  | Principal  | Principal  |
| Mira Furlan                                       | Delenn               | Principal  | Principal  | Principal  | Principal  | Principal  | Principal  |
| Andreas Katsulas                                  | G'Kar                | Principal  | Principal  | Principal  | Principal  | Principal  | Principal  |
| Peter Jurasik                                     | Londo Mollari        | Principal  | Principal  | Principal  | Principal  | Principal  | Principal  |
| Tamlyn Tomita                                     | Laurel Takashima     | Principal  |            |            |            |            |            |
| Johnny Sekka                                      | Dr. Benjamin Kyle    | Principal  |            |            |            |            |            |
| Blaire Baron                                      | Carolyn Sykes        | Principal  |            |            |            |            |            |
| Patricia Tallman                                  | Lyta Alexander       | Principal  |            | Recurrent  | Recurrent  | Principal  | Principal  |
| Richard Biggs                                     | Dr. Stephen Franklin |            | Principal  | Principal  | Principal  | Principal  | Principal  |
| Stephen Furst                                     | Vir Cotto            |            | Principal  | Principal  | Principal  | Principal  | Principal  |
| Bill Mumy                                         | Lennier              |            | Principal  | Principal  | Principal  | Principal  | Principal  |
| Andrea Thompson                                   | Talia Winters        |            | Principal  | Principal  |            |            |            |
| Julie Caitlin Brown                               | Na'Toth              |            | Principal  |            |            |            | Convidat   |
| Mary Kay Adams                                    | Na'Toth              |            |            | Principal  |            |            |            |
| Robert Russler                                    | Warren Keffer        |            |            | Principal  |            |            |            |
| Jeff Conaway                                      | Zach Allan           |            |            | Recurrent  | Principal  | Principal  | Principal  |
| Jason Carter                                      | Marcus Cole          |            |            |            | Principal  | Principal  |            |
| Tracy Scoggins                                    | Elizabeth Lochley    |            |            |            |            |            | Principal  |
| Joshua Cox                                        | Corwin               |            | Recurrent  | Recurrent  | Recurrent  | Recurrent  | Recurrent  |
| Ed Wasser                                         | Morden               |            | Recurrent  | Recurrent  | Recurrent  | Recurrent  | Recurrent  |
| Walter Koenig                                     | Alfred Bester        |            | Recurrent  | Recurrent  | Recurrent  | Recurrent  | Recurrent  |
| Jeffrey Willerth (veu) Ardwight Chamberlain (cos) | Kosh/Ulkesh          | Recurrent  | Recurrent  | Recurrent  | Recurrent  | Recurrent  |            |
| Julia Nickson                                     | Catherine Sakai      |            | Recurrent  |            |            |            |            |
| John Vickery                                      | Neroon               |            | Convidat   | Convidat   | Recurrent  | Recurrent  |            |
| Jennifer Balgobin                                 | Dr. Hobbs            |            |            |            | Recurrent  | Recurrent  | Recurrent  |
| William Forward                                   | Lord Antono Refa     |            |            | Recurrent  | Recurrent  |            |            |
| Damian London                                     | Milo Virini          |            | Convidat   |            | Convidat   | Recurrent  | Recurrent  |
| Wortham Krimmer                                   | Emperador Cartagia   |            |            |            |            | Recurrent  |            |
| Marjorie Monaghan                                 | Número 1             |            |            |            |            | Recurrent  | Recurrent  |
| Robin Atkins Downes                               | Byron                |            |            |            |            |            | Recurrent  |
| Beata Poźniak                                     | Susanna Luchenko     |            |            |            |            | Recurrent  |            |

## Doblatge
| Actor             | Personatge        | Doblador          |
| ----------------- | ----------------- | ----------------- |
| Bruce Boxleitner  | John J. Sheridan  | Salvador Vives    |
| Michael O'Hare    | Jeffrey Sinclair  | Pep Torrents      |
| Claudia Christian | Susan Ivanova     | Teresa Manresa    |
| Andreas Katsulas  | G'Kar             | Jordi Vilaseca    |
| Mira Furlan       | Delenn            | Lourdes López     |
| Peter Jurasik     | Londo Mollari     | Josep María Ullod |
| Stephen Furst     | Vir Cotto         | Mark Ullod        |
| Jerry Doyle       | Michael Garibaldi | Antoni Forteza    |
| Jennifer Balgobin | Dra. Lilian Hobbs | Alicia Laorden    |
| Diana Morgan      | Alison Higgins    | Alicia Laorden    |

## Premis
- 1993: Emmy Efectes Especials Visuals.[7]
- 1994: Emmy Maquillatge.
- 1994: Space Frontier Foundation a la "Millor visió de futur", atorgat per la National Association of Space Scientists, Astronauts and Engineers.
- 1996: Premi SF Chronicle a millor representació dramàtica per l'episodi Coming of shadows
- 1996: Hugo a la "millor presentació dramàtica" de la Convenció Mundial de Ciència Ficció d'Arnheim, per l'episodi "The Coming of Shadows".[8]
- 1997: Hugo a la "millor presentació dramàtica" de la Convenció Mundial de Ciència Ficció de Sant Antoni (Texas), per l'episodi "Severed Dreams". "I Pluribus Unum" de l'American Cinema Foundation, pel seu tractament positiu dels valors morals.[9]
- 1998: Premi Saturn a millor sèrie de televisió per cable.[10]
- 1999: Premi Nebula a el millor guió (Premi Bradbury).